# Tits 'n Ass
Tits 'n Ass is een studioalbum van de Nederlandse rockband Golden Earring uit 2012. Het album werd uitgebracht op 11 mei 2012 en was na negen jaar het eerste album sinds hun laatste studioalbum Millbrook U.S.A. uit 2003.

## Achtergrond
Als voorloper op het album werd op 23 april 2012 de single Still Got the Keys to My First Cadillac uitgebracht. Het nummer kwam op de 66ste plaats in de Nederlandse Single Top 100 binnen; nadat het album werd uitgebracht keerde de single terug in de singlelijst en bereikte het de zeventiende plaats.
Een week nadat het album was uitgebracht kwam het op de eerste plaats van de Nederlandse Album Top 100 terecht voor de duur van een week. Het werd het negende nummer-1-album voor de band. Na 'Golden Earring: Making Tits ’n Ass', een uitzending van de NTR op 28 juli 2012, over de totstandkoming van het album keerde het album voor een week terug op de eerste plaats van de albumlijst. In de Vlaamse Ultratop 100-albumlijst kwam het album niet verder dan een 55ste positie.
De presentatie van het album vond plaats op 11 mei 2012 in de Amsterdamse concertzaal Paradiso.

## Tracklist
| 1.                 | Identical                               | 3:30 |
| 2.                 | Little Time Bomb                        | 3:56 |
| 3.                 | Cool as It Gets                         | 4:14 |
| 4.                 | Acrobats and Clowns                     | 4:10 |
| 5.                 | What Do I Know About Love               | 4:32 |
| 6.                 | Still Got the Keys to My First Cadillac | 3:50 |
| 7.                 | Dope Runner                             | 3:43 |
| 8.                 | This Love                               | 4:01 |
| 9.                 | Stratosphere                            | 4:37 |
| 10.                | Over the Cliff Into the Deep Deep Blue  | 3:24 |
| 11.                | Flowers in the Mud                      | 4:10 |
| 12.                | Justin Time                             | 3:46 |
| 13.                | Avenue of Broken Dreams                 | 3:42 |
| 14.                | Wanted by Women                         | 4:09 |
| Totale duur: 55:44 |                                         |      |

## Hitnoteringen

### NederlandseAlbum Top 100
| Hitnotering (week 1 t/m 23): 19-05-2012 t/m 20-10-2012 Hitnotering (week 24): 08-12-2012 Hitnotering (week 25 t/m 29): 05-01-2013 t/m 02-02-2013 | Hitnotering (week 1 t/m 23): 19-05-2012 t/m 20-10-2012 Hitnotering (week 24): 08-12-2012 Hitnotering (week 25 t/m 29): 05-01-2013 t/m 02-02-2013 | Hitnotering (week 1 t/m 23): 19-05-2012 t/m 20-10-2012 Hitnotering (week 24): 08-12-2012 Hitnotering (week 25 t/m 29): 05-01-2013 t/m 02-02-2013 | Hitnotering (week 1 t/m 23): 19-05-2012 t/m 20-10-2012 Hitnotering (week 24): 08-12-2012 Hitnotering (week 25 t/m 29): 05-01-2013 t/m 02-02-2013 | Hitnotering (week 1 t/m 23): 19-05-2012 t/m 20-10-2012 Hitnotering (week 24): 08-12-2012 Hitnotering (week 25 t/m 29): 05-01-2013 t/m 02-02-2013 | Hitnotering (week 1 t/m 23): 19-05-2012 t/m 20-10-2012 Hitnotering (week 24): 08-12-2012 Hitnotering (week 25 t/m 29): 05-01-2013 t/m 02-02-2013 | Hitnotering (week 1 t/m 23): 19-05-2012 t/m 20-10-2012 Hitnotering (week 24): 08-12-2012 Hitnotering (week 25 t/m 29): 05-01-2013 t/m 02-02-2013 | Hitnotering (week 1 t/m 23): 19-05-2012 t/m 20-10-2012 Hitnotering (week 24): 08-12-2012 Hitnotering (week 25 t/m 29): 05-01-2013 t/m 02-02-2013 | Hitnotering (week 1 t/m 23): 19-05-2012 t/m 20-10-2012 Hitnotering (week 24): 08-12-2012 Hitnotering (week 25 t/m 29): 05-01-2013 t/m 02-02-2013 | Hitnotering (week 1 t/m 23): 19-05-2012 t/m 20-10-2012 Hitnotering (week 24): 08-12-2012 Hitnotering (week 25 t/m 29): 05-01-2013 t/m 02-02-2013 | Hitnotering (week 1 t/m 23): 19-05-2012 t/m 20-10-2012 Hitnotering (week 24): 08-12-2012 Hitnotering (week 25 t/m 29): 05-01-2013 t/m 02-02-2013 | Hitnotering (week 1 t/m 23): 19-05-2012 t/m 20-10-2012 Hitnotering (week 24): 08-12-2012 Hitnotering (week 25 t/m 29): 05-01-2013 t/m 02-02-2013 | Hitnotering (week 1 t/m 23): 19-05-2012 t/m 20-10-2012 Hitnotering (week 24): 08-12-2012 Hitnotering (week 25 t/m 29): 05-01-2013 t/m 02-02-2013 | Hitnotering (week 1 t/m 23): 19-05-2012 t/m 20-10-2012 Hitnotering (week 24): 08-12-2012 Hitnotering (week 25 t/m 29): 05-01-2013 t/m 02-02-2013 | Hitnotering (week 1 t/m 23): 19-05-2012 t/m 20-10-2012 Hitnotering (week 24): 08-12-2012 Hitnotering (week 25 t/m 29): 05-01-2013 t/m 02-02-2013 | Hitnotering (week 1 t/m 23): 19-05-2012 t/m 20-10-2012 Hitnotering (week 24): 08-12-2012 Hitnotering (week 25 t/m 29): 05-01-2013 t/m 02-02-2013 | Hitnotering (week 1 t/m 23): 19-05-2012 t/m 20-10-2012 Hitnotering (week 24): 08-12-2012 Hitnotering (week 25 t/m 29): 05-01-2013 t/m 02-02-2013 |
| Week: | 1 | 2 | 3 | 4 | 5 | 6 | 7 | 8 | 9 | 10 | 11 | 12 | 13 | 14 | 15 | 16 |
| --- | --- | --- | --- | --- | --- | --- | --- | --- | --- | --- | --- | --- | --- | --- | --- | --- |
| Positie: | 1 | 2 | 4 | 5 | 3 | 3 | 10 | 12 | 21 | 18 | 22 | 1 | 4 | 9 | 23 | 19 |
| Week: | 17 | 18 | 19 | 20 | 21 | 22 | 23 | | 24 | | 25 | 26 | 27 | 28 | 29 | |
| Positie: | 30 | 37 | 57 | 65 | 61 | 85 | 90 | uit | 100 | uit | 98 | 25 | 52 | 49 | 33 | uit |

### VlaamseUltratop 200Albums
| Hitnotering (week 1 t/m 8): 19-05-2012 t/m 07-07-2012 Hitnotering (week 9): 21-07-2012 Hitnotering (week 10 t/m 13): 04-08-2012 t/m 25-08-2012 Hitnotering (week 14): 29-09-2012 | Hitnotering (week 1 t/m 8): 19-05-2012 t/m 07-07-2012 Hitnotering (week 9): 21-07-2012 Hitnotering (week 10 t/m 13): 04-08-2012 t/m 25-08-2012 Hitnotering (week 14): 29-09-2012 | Hitnotering (week 1 t/m 8): 19-05-2012 t/m 07-07-2012 Hitnotering (week 9): 21-07-2012 Hitnotering (week 10 t/m 13): 04-08-2012 t/m 25-08-2012 Hitnotering (week 14): 29-09-2012 | Hitnotering (week 1 t/m 8): 19-05-2012 t/m 07-07-2012 Hitnotering (week 9): 21-07-2012 Hitnotering (week 10 t/m 13): 04-08-2012 t/m 25-08-2012 Hitnotering (week 14): 29-09-2012 | Hitnotering (week 1 t/m 8): 19-05-2012 t/m 07-07-2012 Hitnotering (week 9): 21-07-2012 Hitnotering (week 10 t/m 13): 04-08-2012 t/m 25-08-2012 Hitnotering (week 14): 29-09-2012 | Hitnotering (week 1 t/m 8): 19-05-2012 t/m 07-07-2012 Hitnotering (week 9): 21-07-2012 Hitnotering (week 10 t/m 13): 04-08-2012 t/m 25-08-2012 Hitnotering (week 14): 29-09-2012 | Hitnotering (week 1 t/m 8): 19-05-2012 t/m 07-07-2012 Hitnotering (week 9): 21-07-2012 Hitnotering (week 10 t/m 13): 04-08-2012 t/m 25-08-2012 Hitnotering (week 14): 29-09-2012 | Hitnotering (week 1 t/m 8): 19-05-2012 t/m 07-07-2012 Hitnotering (week 9): 21-07-2012 Hitnotering (week 10 t/m 13): 04-08-2012 t/m 25-08-2012 Hitnotering (week 14): 29-09-2012 | Hitnotering (week 1 t/m 8): 19-05-2012 t/m 07-07-2012 Hitnotering (week 9): 21-07-2012 Hitnotering (week 10 t/m 13): 04-08-2012 t/m 25-08-2012 Hitnotering (week 14): 29-09-2012 | Hitnotering (week 1 t/m 8): 19-05-2012 t/m 07-07-2012 Hitnotering (week 9): 21-07-2012 Hitnotering (week 10 t/m 13): 04-08-2012 t/m 25-08-2012 Hitnotering (week 14): 29-09-2012 |
| Week: | 1 | 2 | 3 | 4 | 5 | 6 | 7 | 8 | |
| --- | --- | --- | --- | --- | --- | --- | --- | --- | --- |
| Positie: | 58 | 55 | 73 | 117 | 117 | 90 | 143 | 190 | uit |
| Week: | 9 | | 10 | 11 | 12 | 13 | | 14 | |
| Positie: | 188 | uit | 178 | 98 | 184 | 133 | uit | 187 | uit |

Discografie